# أنبوب كرة
أنبوب كرة  في الكيمياء تسمية غريبة عن الألمانية Kugelrohr تعني جهاز تقطير بالأنبوب القصير ويستخدم تقنية التقطير بالتفريغ.

ويستخدم الجهاز بصفة خاصة لتقطير كميات صغيرة من المركبات الكيميائية ذات درجة غليان عالية، تبلغ أحيانا 300 درجة مئوية أو أكثر . ويتم ذلك تحت ضغط منخفض جدا.

## تصميم الجهاز
يختص التقطير القصير الممر Short path distillation بقصر المسافة التي يقطعها البخار في الجهاز مما يقلل من الفاقد ويزيد من سرعة جمع السائل المقطر النقي . ويستخدم التقطير بالتفريغ لحماية تفاعل المركبات مع الأكسجين الموجود في الجو، كما يعمل على خفض درجة الحرارة التي تتم فيها عملية التقطير.

ويتكون جهاز التقطير من سحان كهربائي ذو ثرموستات وأثنين أو أكثر من القوارير متصلة ببعضها . ويوضع المركب المرات تقطيره في القارورة الاخيرة . وتستخدم القوارير الأخرى لاستقبال الأجزاء على التتابع . وعند جميع أحد أجزاء المركب أو المخلوط، نقوم بتبريد القارورة المراد تجميع الجزء فيها بالثلج من أجل تحسين التكثف . ويستخدم محرك كهربائي لتدوير مجموعة القوارير، فتقل الحاجة المتزايدة للتفريغ وترتفع كفاءة عملية التقطير.

## استخدامات أخرى
يستخدم أنبوب الكرة لفصل مخلفات المذيبات تحت ضغط منخفض . كذلك يستخدم لتجفيف المواد الصلبة، ولتسامي المواد .

## اقرأ أيضا
- تقطير جزئي
- تقطير النفط
- تقطير إتلافي
- تقطير جاف
- معادلة فينسك
- طبق نظري